# Oxytate ribes
Oxytate ribes är en spindelart som först beskrevs av Jean-François Jézéquel 1964.  Oxytate ribes ingår i släktet Oxytate och familjen krabbspindlar.
Artens utbredningsområde är Elfenbenskusten. Inga underarter finns listade i Catalogue of Life.